# 布拉耶沃區

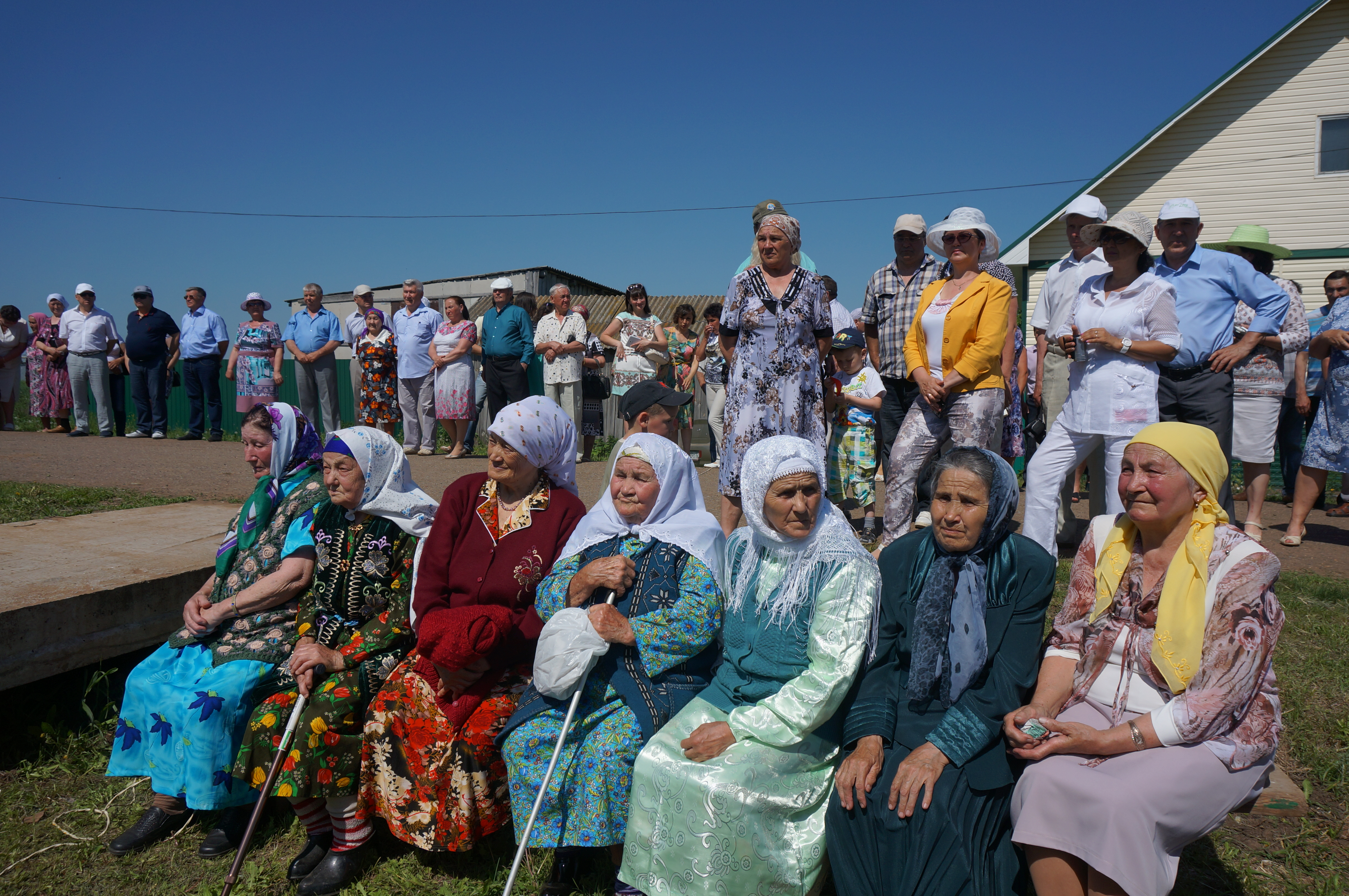

55°51′N 55°24′E / 55.850°N 55.400°E
布拉耶沃區（俄语：Бураевский район），是俄羅斯的一個區，位於該國西南部，由巴什科爾托斯坦共和國負責管轄，始建於1930年，面積1,820平方公里，2010年人口25,154，人口密度每平方公里13.82人。